# Chicago Bulls 1973-1974
La stagione 1973-74 dei Chicago Bulls fu l'8ª nella NBA per la franchigia.
I Chicago Bulls arrivarono secondi nella Midwest Division della Western Conference con un record di 54-28. Nei play-off vinsero la semifinale di conference con i Detroit Pistons (4-3), perdendo poi la finale di conference con i Milwaukee Bucks (4-0).

## Roster
| N°    | Naz.                   | Ruolo | Sportivo        | Anno | Alt. | Peso |
| ----- | ---------------------- | ----- | --------------- | ---- | ---- | ---- |
| 2     | Stati Uniti (bandiera) | G     | Norm Van Lier   | 1947 | 185  | 78   |
| 4     | Stati Uniti (bandiera) | GA    | Jerry Sloan     | 1942 | 196  | 88   |
| 8     | Stati Uniti (bandiera) | G     | Bob Weiss       | 1942 | 188  | 82   |
| 10    | Stati Uniti (bandiera) | A     | Bob Love        | 1942 | 203  | 98   |
| 12-21 | Stati Uniti (bandiera) | G     | Rick Adelman    | 1946 | 185  | 79   |
| 14    | Stati Uniti (bandiera) | C     | Clifford Ray    | 1949 | 206  | 104  |
| 18    | Stati Uniti (bandiera) | C     | Tom Boerwinkle  | 1945 | 213  | 120  |
| 20    | Stati Uniti (bandiera) | C     | Dennis Awtrey   | 1948 | 208  | 107  |
| 23    | Stati Uniti (bandiera) | A     | Rowland Garrett | 1950 | 198  | 95   |
| 25    | Stati Uniti (bandiera) | GA    | Chet Walker     | 1940 | 198  | 96   |
| 42    | Stati Uniti (bandiera) | AC    | John Hummer     | 1948 | 206  | 104  |
| 54    | Stati Uniti (bandiera) | AC    | Howard Porter   | 1948 | 203  | 100  |

## Staff tecnico
- Allenatore: Dick Motta
- Preparatore atletico: Bob Biel